# Fairy Fencer F
Fairy Fencer F (フェアリーフェンサーエフ Fearī Fensā Efu?) es un RPG japonés creado por la marca Galapagos RPG de Compile Heart en el año 2013 para PlayStation 3 y Microsoft Windows. El videojuego utiliza una versión modificada del sistema de pelea de Hyperdimension Neptunia. La versión para Windows fue lanzada el 4 de agosto de 2015 en todo el mundo.
Una versión expandida, titulada Fairy Fencer F: Advent Dark Force (フェアリーフェンサー エフ ADVENT DARK FORCE?), fue publicada en Japón el 5 de noviembre de 2015 para la PlayStation 4, y fue publicada internacionalmente en 2016.

## Historia
Hace mucho tiempo atrás había un conflicto entre una diosa y un dios del mal. Las dos deidades no peleaban directamente, pero crearon un gran número de armas especiales para que otros las utilicen. Finalmente, estos poderes se sellaron entre ellos y sus poderes se desvanecieron del mundo. Habiendo avanzado a tiempos modernos donde los restos de estas armas son llamadas Furies (lit. Furias), y los guerreros que las utilizan son llamados Fencers (lit. esgrimidores). Las armas de furia se dice que son increíblemente poderosas, así que los Fencers constantemente luchan por obtenerlas. Por una extraña coincidencia, dos Fencers, Fang y Tiara, son atrapados en la lucha entre la diosa y el dios del mal.

## Personajes

### Fencers
Fang (ファング Fangu?)
Seiyū: Ryōta Ōsaka.
El protagonista. Fang accidentalmente se convierte en Fencer luego de liberar al hada, Eryn, de su arma de furia. Luego de conocer a Tiara y aprender sobre la diosa, Fang se pone en marcha en un viaje para recolectar Furies y ayudar a liberar del sello a la diosa. Fang es de comer mucho, vago, y algo narcisista. La razón por la que quiere revivir a la diosa es también por su propia ganancia. A medida que la historia progresa, Fang se comienza a preocupar más por la gente que lo rodea, especialmente Eryn y Tiara. Su elemento es el fuego.
Tiara (ティアラ?)
Seiyū: Kaori Ishihara.
Tiara es una Fencer que se encontró con Fang y Eryn en las Llanuras Sol. Su orgullo es grande, y es un poco tsundere mezclada con masoquista, cuando es abusada por las palabras de Fang. Ella guarda un gran secreto relacionado con sus orígenes y le pidió a Fang que nunca se enamore de ella. Su elemento es el agua.
Harley (ハーラー Hārā?)
Seiyū: Nao Tōyama.
Harley es una "hadologista", ella siempre está pensando tanto en sus investigaciones que cada hada que se juntó con ella tuvo que ser primero "examinada". Su personalidad es descuidada y tranquila. También, ella no se da cuenta de que su belleza puede hacer interrumpir los latidos de los corazones de los hombres. Ella sospechosamente lleva una bolsa llena de tubos de ensallo alrededor de su cintura. Su elemento es la tierra.
Pippin (ピピン Pipin?)
Seiyū: Asami Shimoda.
Pipin es un Fencer el cual es una forma de vida misteriosa. Además de no ser humano no importa cuanto lo mires, es una persona honrada. Cuando habla, siempre se aleja del tema de conversación. El significado de la espada clavada en su cabeza o si su cerebro se encuentra bien es completamente desconocido. Su elemento es el rayo.
Ethel (エフォール Efōru?)
Seiyū: Emi Nitta.
Ethel es un silencioso Fencer el cual embosca a Fang. Dada su fría, casi mecánica personalidad, su compañera hada, Karin, habla por ella. Ethel no tiene ambición o propósito más que luchar contra los Fencers. Al principio, la única palabra que dice es "matar", dada la única actividad que le daba alegría. Luego de unirse al grupo de Fang, indicó que "la hora de comer" es su nueva actividad favorita. Su elemento es el hielo.
Sherman (シャルマン Sharuman?)
Seiyū: Takuya Eguchi.
Sherman es un heroico Fencer el cual desea la paz mundial, y está recolectando Furies para que no estén en las manos equivocadas. Sherman es de buen tono, sofisticado, y tiene una apreciación por la belleza en todas sus formas. Derrocha estilo, particularmente cuando habla, y su habilidad con el lenguaje compite a la de la mayoría de los poetas. Su elemento es, al igual que Pippin, el rayo.
Galdo (ガルド Garudo?)
Seiyū: Takatsugu Awazu.
Galdo es un Fencer quien es empleado bajo la renombrada Dorfa Corporation. Galdo es muy apasionado, pero también es algo idiota y habla con un acento extraño. Maneja una Fury con forma de guadaña y lucha con Fang en su primer encuentro. Su elemento es el viento.
Paiga (パイガ?)
Seiyū: Yōji Ueda.
Paiga es un de los Cuatro Reyes Celestiales de Dolfa. Es un Fencer, pero raramente pelea. Actúa como explorador para los otros Reyes Celestiales inspeccionando las líneas frontales de la batalla. Un coordinador para Hanagata, Bernard y el otro Rey Celestial, es ciertamente de gestión media. Trabaja muy duro para proteger su compañía, su esposa y las vidas de sus hijos. Es un hombre que acarrea sus aflicciones de mediana edad.
Marianna (マリアノ Mariano?)
Seiyū: Rui Tanabe.
Marianna es otra de los Cuatro Reyes Celestiales de Dolfa, y una Fencer. Es una chica de clase alta la cual hace trabajo caritativo tocando el arpa en un orfanato administrado por Dolfa. Extremadamente leal a Dolfa, recolecta Furies para que Dolfa pueda dominar el mundo.
Bernard (バーナード Bánádo?)
Seiyū: Kōhei Murakami.
Bernard es el alto ejecutivo de Dolfa, y el ayudante de Hanagata. El también es acompañado por los Cuatro Reyes Celestiales. Calmado, calculador y posee habilidades de pelea extraordinarias.
Zenke (ザンク Zanku?)
Seiyū: Yoshitsugu Matsuoka.
Zenke es otro de los Cuatro Reyes Celestiales de Dolfa, además de un Fencer. Él ama las peleas brutales y sangrientas. Tiene gusto a realizar crímenes. Generalmente hablando, es un hombre inhumano.
Apollonius (アポロ―ネス Aporōnesu?)
Seiyū: Takuya Satō.
Apollonius es otro de los Cuatro Reyes Celestiales de Dolfa y, al igual que los otros tres, un Fencer. Es un espadachín solitario que sigue el camino del bushidō. Extremadamente estoico, su único objetivo es el refinamiento de su manejo de la espada, por lo tanto, le encanta luchar contra formidables enemigos.

### Hadas
Eryn (アリン Allyn?)
Seiyū: Rumi Ōkubo.
Eryn es un hada con forma humana que habita en la Fury de Fang. Sufre de amnesia. Cree que Fang es estúpido, y lo subestima, comportándose ella con un aire de grandeza. Con una actitud presumida en frente de todos, es en realidad similar a Fang.
Cui (キュイ Kyui?)
Seiyū: Arisa Noto.
Cui es el hada compañera de Tiara. No habla idioma humano, pero Tiara y ella se comprenden mutuamente. Su sonido es "Kyui Kyui".
Bahus (バハス Bahasu?)
Seiyū: Masaki Terasoma.
Bahus es el compañero de Harley. Un hombre anciano pelado, que viste de tirantes y una chaqueta de piel sobre su pecho desnudo. Es un hada de la tierra. A pesar de su apariencia, es bueno cocinando y en otras tareas del hogar, tomando el lugar del descuidado Harley.
Sōji (ソウジ Souji?)
Seiyū: Yūki Ono.
Sōji is el compañero de Pippin. Un joven apuesto quien usa lentes. Es a veces confundido como un Fencer debido a la apariencia bizarra de Pippin.
Karin (果林?)
Seiyū: Ayaka Ōhashi.
Karin es el hada compañera de Ethel. Es gentil y sencilla. Es quien está a cargo de hablar por Ethel, la cual solo dice "matar". Ella, junto a Ethel, se unirán luego al grupo de Fang.
Ryūshin (リュウシン Ryuushin?)
Seiyū: Daiki Nakamura.
Ryūshin es el compañero de Sherman. Un hada con aspecto de robot con una personalidad seria y recta. También, de alguna manera, torpe, e incapaz de adaptarse a las situaciones.
Marissa (マリサ Marisa?)
Seiyū: Kayano Ide.
Marissa es el hada compañera de Galdo. Un hada con aspecto de mujer adulta la cual cuida del descuidado Galdo. Actúa al igual que su madre, tratándolo como un bebé y llamándolo "Galdy-kins".
Vivian (ビビア Bibia?)
Seiyū: Naoko Yasuda.
Vivía es el hada compañera de Paiga. Ella tiene unas peculiares orejas que parecen de ratón y es el tipo de mujer con sex appeal. Parece que ella siempre está de alguna forma apática, actúa muy seriamente hacia Paiga, el cual queda ridiculizado ante sus compañeros y superiores. Ya que Paiga es un hombre con esposa e hijos, uno podría tener curiosidad de cómo esta mujer es explicada a su esposa.
Khalara (クララ Kurara?)
Seiyū: Moe Toyota.
Khalara es el compañero de Marianna. Un hada peluda, pequeña y redonda que parece una mascota... o a eso la gente es dirigida a creer, ya que tiene una lengua extremadamente repugnante. Él llama "formas de vida inferiores" a todos los que se oponen a Marianna, tratándolo como gusanos. Si se acercan niños, este se convierte en un hada extremadamente peligrosa.
Sanguina (ブラッディ Buraddi?, Bloody)
Seiyū: Yuri Komagata.
Sanguina es el hada compañera de Bernard, un hada con forma de mujer adulta. Calmada, atractiva y tranquila, dotada con tanto inteligencia como belleza. Ella también actúa como secretaria para ayudar al muy ocupado Bernard. Ya que sus habilidades son excepcionales, su cacería por parte de las otras empresas nunca para pero, llamándole a Bernard "Master", ella tiene completa lealtad hacia él.
Della (デラ Dera?)
Seiyū: Yurina Furukawa.
Della es el hada compañera de Zenke. Al igual que su Fencer, ella puede ser considerada una chica la cual tiene placer en comportamientos crueles. Ya que los dos poseen esta conducta, su relación es diferente de las demás Fencers y Fairies. Una relación de confianza mutua no existe, poseen una relación muy peculiar en la cual entre ellos son considerados como una "herramienta" que pueden utilizar.
Ceguro (セグロ Seguro?)
Seiyū: Toshifumi Maeda.
Ceguro es el hada de Apollonius. Tiene la forma de un dragón gigante, y también sus habilidades de combate son altas. Tiene una personalidad seria.

### Otros
Lola (ロロ Roro?)
Seiyū: Yuka Iguchi.
Lola es muy hábil a pesar de su edad, trabaja como informante. Vende varias cosas a precios muy bajos. De dónde viene esta información; parece ser un secreto comercial. Es una chica la cual ayuda a Fang en sus aventuras.
Hanagata (花形?)
Seiyū: Nobuhiro Fukai.
Hanagata es el presidente y líder de Dolfa Corporation. Dolfa es una excelente compañía la cual pone mucho esfuerzo en la contribución social, como administrando un orfanato.
Zagi (ザギ?)
Seiyū: Kenshō Ono.
Luego de ser despedido de Dolfa, Marianna recoge a Zaggy. Desde ese momento en adelante se convierte en el líder de los guardaespaldas de Marianna. Idoliza mucho a Marianna y se vuelve hostil a todos los que vayan en contra de ella.
Emily (エミリ Emiri?)
Seiyū: Sachika Misawa.
Una chica a la cual Fang conoce por primera vez en la ciudad, y luego se revela que es la hermana menor de Apollonius, la cual está en un viaje para vengar la muerte de su hermano, sin saber que su nuevo amigo es el asesino.

## Lanzamiento
Fairy Fencer F fue publicado el 10 de octubre de 2013 en Japón, con una versión en inglés que sería publicada en Norteamérica, Europa y Australasia el 16, 19 y 25 de septiembre de 2014. La traducción, doblaje y publicación fueron gestionados por NIS America.
Una edición de coleccionista limitada fue producida para la versión en inglés. Además del juego, la edición limitada presentaba un libro de arte de tapa dura, una copia de la banda sonora del videojuego, y un gorro, todo en una caja de colección. Esta edición se vendía a $74.99 USD, y se agotó antes de que el juego fuera publicado, la misma estaba disponible exclusivamente en el sitio web de NIS.
El juego presenta a Yoshitaka Amano como artista conceptual, Nobuo Uematsu como cocompositor, Tsunako como diseñador de personajes, Toshiki Inōe como guionista y el "Neptunia Team" como parte del equipo de desarrollo.
El 31 de agosto de 2014, una versión expandida, llamada Fairy Fencer F: Advent Dark Force (フェアリーフェンサー エフ ADVENT DARK FORCE?) fue anunciada en el Tokyo Game Show de Sony. Allí se publicó la fecha de lanzamiento del videojuego para PlayStation 4, siendo este en 2015. En ese momento, no se había anunciado un lanzamiento internacional. Amano, Uematsu, Tsunako e Inōe también trabajaron en esta adaptación. Fairy Fencer F: Advent Dark Force fue finalmente publicado en Japón el 5 de noviembre de 2015, e internacionalmente el 26 de julio de 2016.

## Recepción
Fairy Fencer F recibió en su mayoría críticas positivas. La versión de PlayStation 3 recibió una puntuación de 65/100 en Metacritic, basado en 31 críticas. La versión para PC recibió un 69.44% en GameRankings, y 66/100 en Metacritic, basándose ambos en 9 críticas.